# Ráng ất minh Nhật Bản
Ráng ất minh Nhật Bản hay còn gọi ráng âm địa chẻ ba, rau vi (danh pháp khoa học: Osmunda japonica) là một loài dương xỉ trong họ Rau vi (Osmundaceae). Loài này được Carl Peter Thunberg mô tả khoa học đầu tiên năm 1780.
Ráng ất minh Nhật Bản có nguồn gốc Đông Á (kể cả vùng viễn đông của Nga), phân bổ ở khắp vùng phía đông châu Á bao gồm: Nhật Bản, bán đảo Triều Tiên, Trung Quốc, Đài Loan, vùng Sakhalin của Nga, xa hơn nữa là khu vực vùng núi cao thuộc miền bắc Việt Nam: Mẫu Sơn (Lạng Sơn), Sa Pa (Lào Cai), Nguyên Bình (Cao Bằng). Nó được gọi là gobi (고비) trong tiếng Hàn, zenmai (ゼンマイ; 薇) trong tiếng Nhật.
Dạng sống của nó là cây thân thảo lá sớm rụng, mọc thành bụi với 2 loại lá lược sinh sản và vô sinh.
Lá lược vô sinh kép lông chim 2 lần. Cuống lá có màu vàng rơm, dài khoảng 50 cm. Phiến lá sơ cấp dài tới 70–100 cm. Lá chét thứ cấp dài 20–30 cm, đính cách. Lá chét tam cấp (lá chét con) dài 4–6 cm, rộng 1,5–2 cm hình xoan thon dài, đáy lá rộng, bề mặt không có lông, phiến khá dai bền, gân phụ cũng nhị phân nhều lần. Lá sinh sản (lá thụ) cũng kép lông chim 2 lần, mọc thẳng và ngắn, cao 20–50 cm.
Cây phân bổ trong rừng ẩm ướt, có thể chịu được ánh nắng mặt trời trực tiếp nếu đất rất ẩm. Giống như các loài dương xỉ khác, nó không có hoa nhưng có các túi bào tử rất phức tạp, trông rất giống như hoa. Các lá lược sinh sản này trở thành màu nâu khi các túi bào tử chín.
Tại một số nơi ở Trung Quốc và Nhật Bản chồi lá non được gọi tên tương ứng là 蕨菜 (quyết thái) và zenmai, được sử dụng như là một loại rau giàu dinh dưỡng. Tại Triều Tiên, các chồi non này thường được sử dụng trong làm một vài món ăn như namul.

## Thư viện ảnh

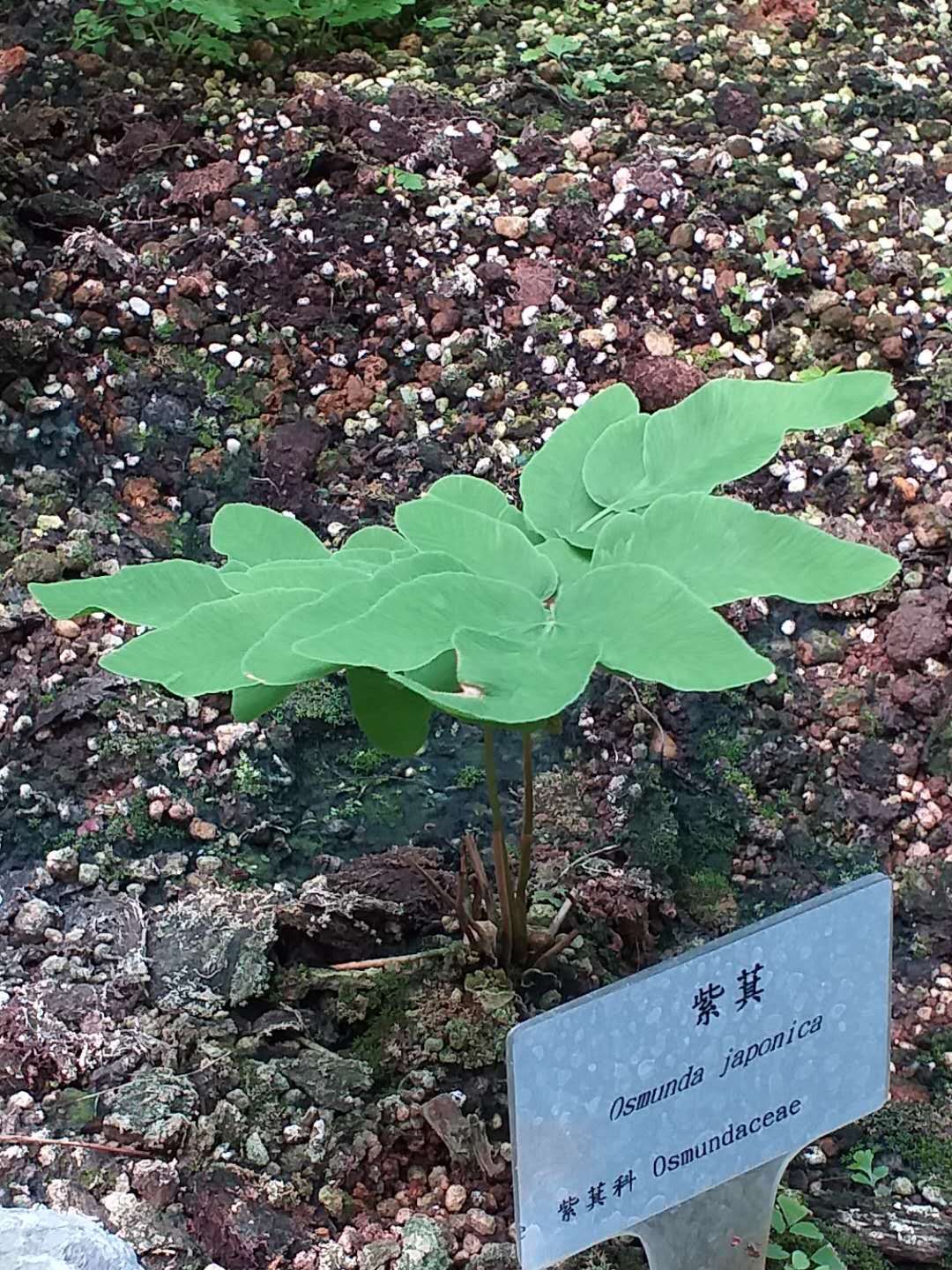
Osmunda japonica.
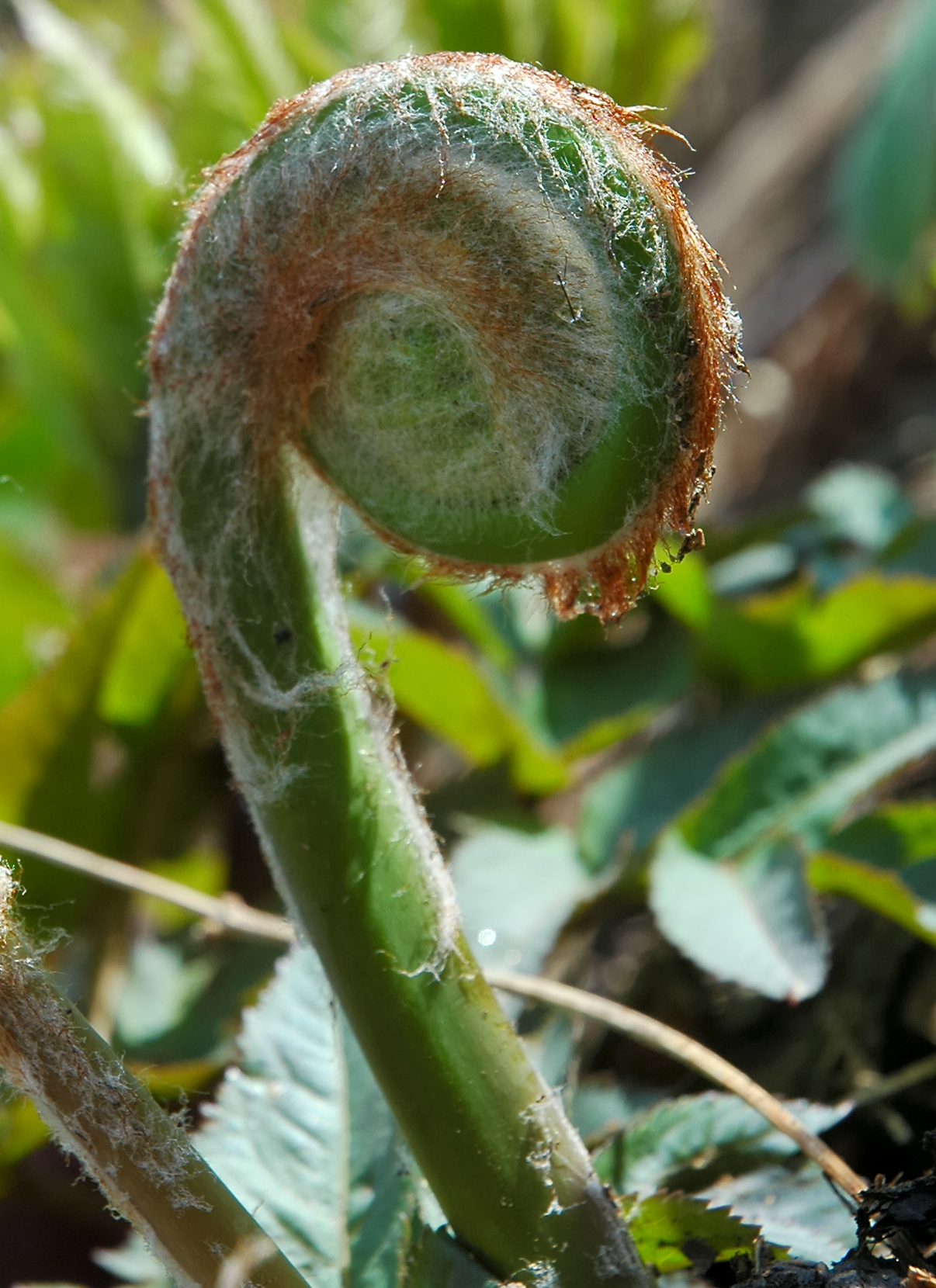
Lá lược non trong mùa xuân.
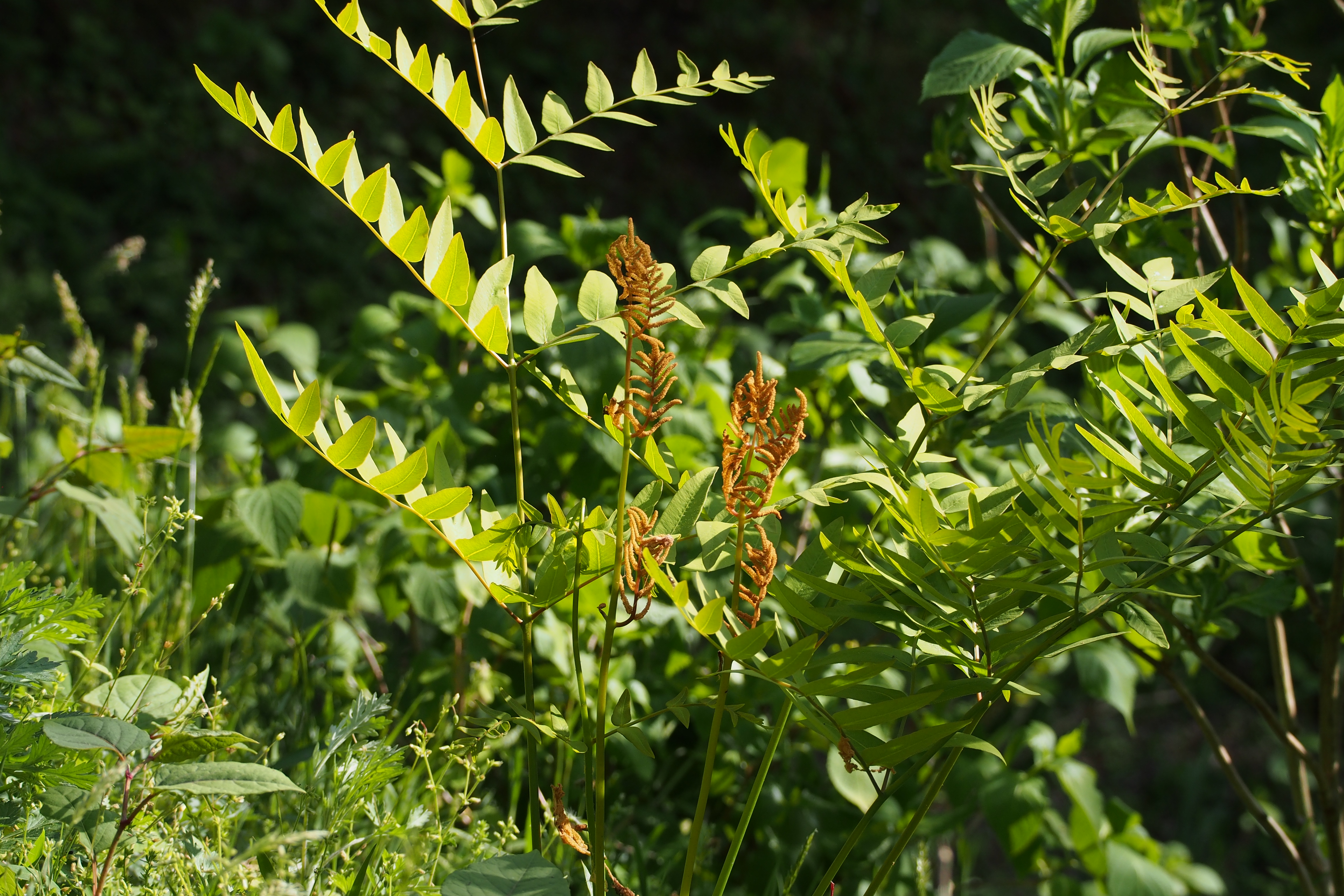
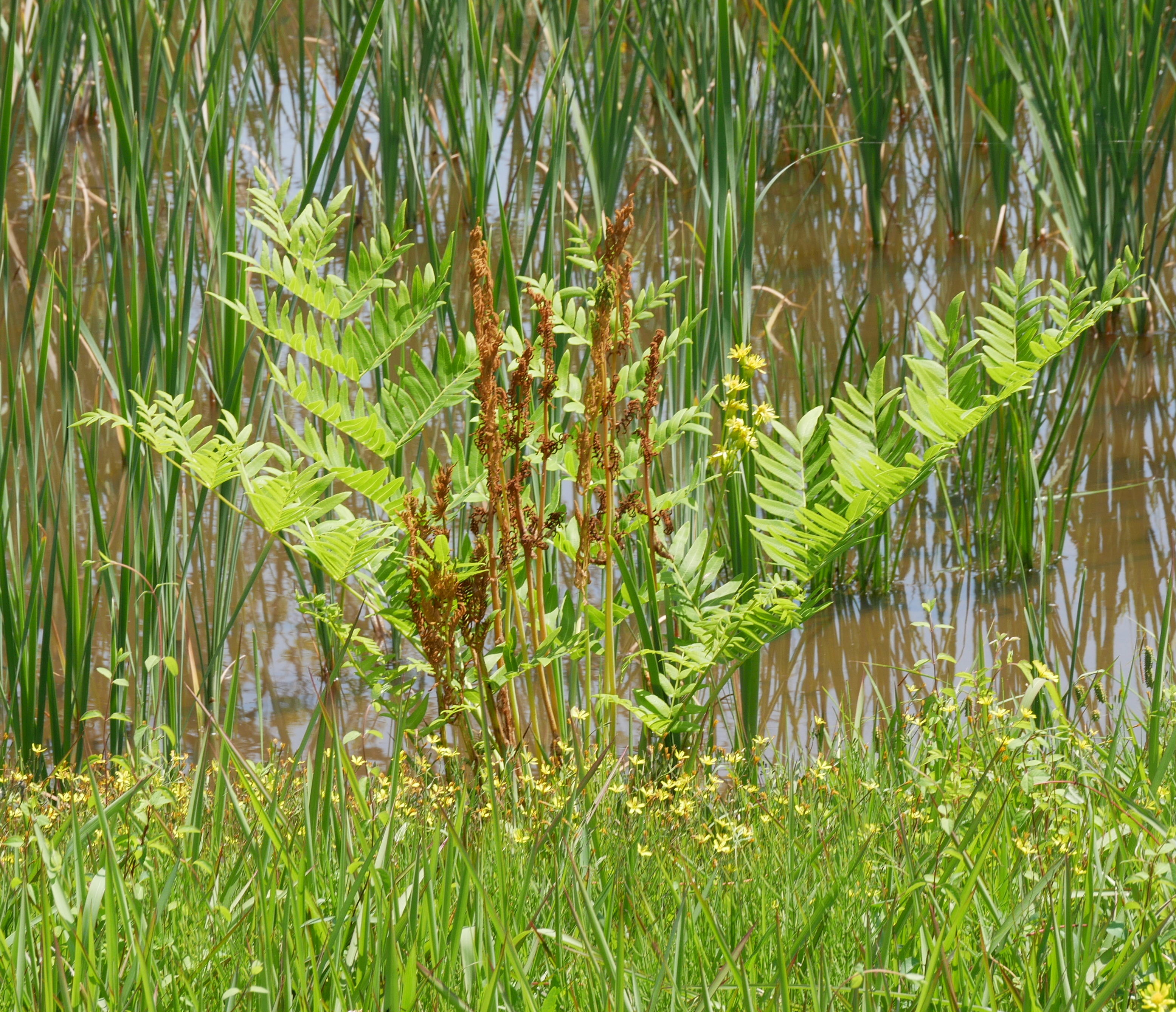